# Hotel Transylvania 2
Hotel Transylvania 2 (prt: Hotel Transylvania 2; bra: Hotel Transilvânia 2) é um filme estado-unidense de animação de comédia e fantasia produzido pela Sony Pictures Animation. É sequela do filme anterior Hotel Transylvania de 2012. Foi dirigido por Genndy Tartakovsky e escrito por Robert Smigel. O filme estrelou Adam Sandler, Andy Samberg, Selena Gomez, Kevin James, Steve Buscemi, David Spade, Keegan-Michael Key, Asher Blinkoff, Fran Drescher, Molly Shannon, Megan Mullally, Nick Offerman, Dana Carvey, Rob Riggle e Mel Brooks. Foi lançado nos Estados Unidos em 25 de setembro de 2015 pela Columbia Pictures, no Brasil em 24 de setembro de 2015 e em Portugal a 10 de dezembro de 2015. É o segundo filme da franquia Hotel Transylvania.
O filme teve uma continuação, Hotel Transylvania 3: Summer Vacation, e estreou nos EUA a 13 de julho de 2018.

## Sinopse
Após o nascimento de Dennis, - Filho de Mavis e Johnny - Drácula fica preocupado com a possibilidade do neto ser um humano e passa a submete-lo a testes para virar um vampiro de verdade enquanto Mavis e Johnny aproveitam as férias.

## Elenco
- Adam Sandler como Conde "Drac" Drácula, pai de Mavis, sogro de Jonathan e avô materno de Dennis.
- Asher Blinkoff como Dennis Drácula "Denisovich" Loughran, Filho de Mavis e Johnny de cinco anos, que se parece com seu pai, mas herda as habilidades de vampiro de sua mãe.
- Mel Brooks como Vlad Drácula, Um vampiro, o pai de Drácula e avô de Mavis.[5]
- David Spade como Griffin, O Homem Invisível: Um dos melhores amigos de Drácula.[6]
- Keegan-Michael Key como Murray, a múmia: Um dos melhores amigos de Drácula. Ele foi dublado por Cee Lo Green no primeiro filme.[5]
- Kevin James como Frank/Frankenstein: um dos melhores amigos de Drácula.[5]
- Steve Buscemi como Wayne Werewolf: Um lobisomem e um dos melhores amigos de Drácula.[5]
- Fran Drescher como Eunice: A esposa do Frankenstein.[5]
- Molly Shannon como Wanda Werewolf: Um lobisomem fêmea e esposa de Wayne.[5]
- Troy Baker como Cardinal
- Nick Offerman como Mike Loughran: Pai de Jonathan e sogro de Mavis.[5]
- Megan Mullally como Linda Loughran: Mãe de Jonathan e sogra de Mavis.[5]
- Dana Carvey como Dana: O diretor do acampamento dos vampiros.[5]
- Rob Riggle como Bela: Um morcego mal-humorado e que é servo de Vlad.[5]
- Jonny Solomon como Blobby: Um monstro bolha verde.[5]
- Chris Kattan como Bolinho: Um monstro cor-de-rosa da série de televisão favorita de Dennis e Brandon, um ator contratado para se fantasiar de Bolinho na festa de Dennis.[5]
- Jon Lovitz como O Fantasma da Ópera: Um músico residencial do Hotel Transilvânia.[5]
- Robert Smigel como:
  - Marty: Um homem de brânquias cor -de- rosa.
  - Harry Three-Eye: Um mago monstruoso.[5]
- Luenell como cabeças encolhidas.[5]
- Sadie Sandler como Winnie Werewolf: A filha lobisomem de Wayne e Wanda, e a melhor amiga de Dennis.[5]
- Paul Brittain como Pandragora Um monstro descontraído com cabelo de tentáculos que mora em Santa Cruz.[5]
- Nick Swardson como Kelsey: Um homem barbado que é vizinho de Mike e Linda.[5]
- Doug Dale como Kal: O dono do Mini-Mart em Santa Cruz.[5]
- Ethan Smigel como Troy: Tio de Dennis e um dos irmãos mais novos de Johnny.[5]

## Produção
Genndy Tartakovsky, o realizador do filme, comentou em outubro de 2012, sobre a possibilidade de uma sequência: "Todo mundo está falando sobre isso, mas nós ainda não começamos a escrevê-lo. Há muitas ideias divertidas que poderiam totalmente serem incluídas. É um mundo maduro." Em 9 de novembro de 2012, foi anunciado que a sequência está programada para ser lançada em 25 de setembro de 2015. Em 12 de março de 2014, foi anunciado que Tartakovsky voltará a dirigir a continuação, mesmo ele estando muito ocupado devido o desenvolvendo de uma adaptação de um filme de Popeye.
O primeiro trailer foi lançado em 12 de março de 2015.

## Recepção
Como seu antecessor, Hotel Transylvania 2 recebeu críticas mistas dos críticos. No Rotten Tomatoes, o filme tem uma classificação de 45%, com base em 44 avaliações. No consenso do site diz: "Hotel Transylvania 2 é marginalmente melhor do que o original, o que pode ou não ser o suficiente de uma recomendação para assistir a 89 minutos de foleiro, gags coloridos animados de Adam Sandler e da empresa." No Metacritic, o filme tem uma pontuação de 43 em 100, baseado em 17 críticos, indicando "críticas mistas ou médias".

## Prêmios e indicações
| Ano  | Premiação           | Categoria                   | Trabalho             | Resultado | Ref.   |
| ---- | ------------------- | --------------------------- | -------------------- | --------- | ------ |
| 2016 | Kids' Choice Awards | Melhor Filme Animado        | Hotel Transylvania 2 | Venceu    | [ 13 ] |
| 2016 | Kids' Choice Awards | Melhor Voz de Filme Animado | Selena Gomez         | Indicado  | [ 13 ] |